# Túnez en la Copa Mundial de Fútbol de 1978
La selección de Túnez fue uno de los 16 equipos participantes en la Copa Mundial de Fútbol de 1978. torneo que se llevó a cabo del 1 al 25 de junio en Argentina.
Fue la primera participación de Túnez, que formó parte del Grupo 2, junto a Alemania Federal, México y Polonia.

## Clasificación

### Primera ronda
| Fecha                   | Lugar      |           |  | Resultado |  |           |
| ----------------------- | ---------- | --------- |  | --------- |  | --------- |
| 12 de diciembre de 1976 | Casablanca | Marruecos |  | 1:1       |  | Túnez     |
| 9 de enero de 1977      | Túnez      | Túnez     |  | 1:1       |  | Marruecos |

### Segunda ronda
| Fecha                 | Lugar |         |  | Resultado |  |         |
| --------------------- | ----- | ------- |  | --------- |  | ------- |
| 6 de febrero de 1977  | Túnez | Túnez   |  | 2:0       |  | Argelia |
| 28 de febrero de 1977 | Argel | Argelia |  | 1:1       |  | Túnez   |

### Tercera ronda
| Fecha               | Lugar   |        |  | Resultado |  |        |
| ------------------- | ------- | ------ |  | --------- |  | ------ |
| 5 de junio de 1977  | Conakri | Guinea |  | 1:0       |  | Túnez  |
| 19 de junio de 1977 | Túnez   | Túnez  |  | 3:1       |  | Guinea |

### Ronda final
| Equipo  | Pts | PJ | PG | PE | PP | GF | GC | Dif |
| ------- | --- | -- | -- | -- | -- | -- | -- | --- |
| Túnez   | 5   | 4  | 2  | 1  | 1  | 7  | 4  | +3  |
| Egipto  | 4   | 4  | 2  | 0  | 2  | 7  | 11 | −4  |
| Nigeria | 3   | 4  | 1  | 1  | 2  | 5  | 4  | +1  |

| Fecha                    | Lugar    | Partido | Partido | Partido | Partido | Partido |
| ------------------------ | -------- | ------- | ------- | ------- | ------- | ------- |
| 25 de septiembre de 1977 | Túnez    | Túnez   |         | 0:0     |         | Nigeria |
| 12 de noviembre de 1977  | Lagos    | Nigeria |         | 0:1     |         | Túnez   |
| 25 de noviembre de 1977  | El Cairo | Egipto  |         | 3:2     |         | Túnez   |
| 11 de diciembre de 1977  | Túnez    | Túnez   |         | 4:1     |         | Egipto  |

## Jugadores
| #  | Nombre               | Posición      | Edad | Club                     |
| -- | -------------------- | ------------- | ---- | ------------------------ |
| 1  | Sadok Sassi          | Portero       | 32   | Club Africain            |
| 2  | Mokhtar Dhouieb      | Defensor      | 26   | CS Sfaxien               |
| 3  | Ali Kaabi            | Defensor      | 24   | COT Tunis                |
| 4  | Khaled Gasmi         | Mediocampista | 25   | Club Bizerta             |
| 5  | Mohsen Labidi        | Defensor      | 24   | Stade Tunisien           |
| 6  | Nejib Ghommidh       | Mediocampista | 25   | Club Africain            |
| 7  | Témime Lahzami       | Delantero     | 29   | Al-Ittihad               |
| 8  | Agrebi Ben Rehaiem   | Mediocampista | 27   | CS Sfaxien               |
| 9  | Mohamed Ali Akid     | Delantero     | 28   | CS Sfaxien               |
| 10 | Tarak Dhiab          | Mediocampista | 23   | Espérance                |
| 11 | Abderraouf Ben Aziza | Delantero     | 24   | Étoile Sportive du Sahel |
| 12 | Khemais Labidi       | Mediocampista | 27   | JS Kairouan              |
| 13 | Nejib Liman          | Delantero     | 25   | Stade Tunisien           |
| 14 | Salah Karoui         | Delantero     | 26   | Étoile Sportive du Sahel |
| 15 | Mohamed Ben Moussa   | Delantero     | 24   | Club Africain            |
| 16 | Othman Chehaibi      | Delantero     | 23   | JS Kairouan              |
| 17 | Ridha El Louze       | Defensor      | 25   | Sfax Railways Sports     |
| 18 | Kamel Chebli         | Defensor      | 24   | Club Africain            |
| 19 | Mokhtar Hasni        | Delantero     | 26   | La Louviére              |
| 20 | Amor Jebali          | Defensor      | 21   | AS Marsa                 |
| 21 | Lamine Ben Aziza     | Portero       | 25   | Étoile Sportive du Sahel |
| 22 | Mokhtar Naili        | Portero       | 24   | Club Africain            |
| DT | Abdelmajid Chetali   |               |      |                          |

## Participación

### Primera ronda

#### Grupo 2
| Equipo           | Pts | PJ | PG | PE | PP | GF | GC |
| ---------------- | --- | -- | -- | -- | -- | -- | -- |
| Polonia          | 5   | 3  | 2  | 1  | 0  | 4  | 1  |
| Alemania Federal | 4   | 3  | 1  | 2  | 0  | 6  | 0  |
| Túnez            | 3   | 3  | 1  | 1  | 1  | 3  | 2  |
| México           | 0   | 3  | 0  | 0  | 3  | 2  | 12 |

| 2 de junio de 1978                                                        | Túnez                                  | 3:1 (0:1) | México                   | Est. Lisandro de la Torre, Rosario                                |                                                                   |
|                                                                           | Kaabi 55' · Ghommidh 79' · Dhouieb 87' | Reporte   | Vázquez Ayala 45' (pen.) | Asistencia: 17 396 espectadores Árbitro(s): John Gordon (Escocia) | Asistencia: 17 396 espectadores Árbitro(s): John Gordon (Escocia) |
| Primer equipo africano en ganar un partido en una Copa Mundial de Fútbol. |                                        |           |                          |                                                                   |                                                                   |

| 6 de junio de 1978 | Polonia  | 1:0 (1:0) | Túnez | Est. Lisandro de la Torre, Rosario                                       |                                                                          |
|                    | Lato 43' | Reporte   |       | Asistencia: 9624 espectadores Árbitro(s): Ángel Franco Martínez (España) | Asistencia: 9624 espectadores Árbitro(s): Ángel Franco Martínez (España) |

| 10 de junio de 1978 | Alemania Federal | 0:0     | Túnez | Est. Olímpico de Córdoba, Córdoba                               |                                                                 |
|                     |                  | Reporte |       | Asistencia: 30 667 espectadores Árbitro(s): César Orozco (Perú) | Asistencia: 30 667 espectadores Árbitro(s): César Orozco (Perú) |